# Старо гвожђе не рђа
„Старо гвожђе не рђа” је југословенскифилм из 1990 године. Режирао га је Ненад Ђапић који је написао и сценарио.

## Улоге
| Глумац         | Улога |
| -------------- | ----- |
| Драгомир Фелба |       |
| Ерол Кадић     |       |
| Јорг Малков    |       |
| Раде Радовић   |       |